# Umetniški muzej Ōhara
Umetnostni muzej Ōhara (japonsko大原美術館, Ōhara Bijutsukan) v Kurašikiju (prefektura Okajama) je bil prvi muzej na Japonskem, ki se je skoraj izključno osredotočal na francosko umetnost 19. in 20. stoletja. Po različnih razširitvah ima muzej tudi pomembne zbirke sodobne japonske umetnosti.

## Zgodovina
Podjetnik Ōhara Magosaburō (1880–1943) se je zanimal za pridobitev zahodne umetnosti in je za nasvet poiskal slikarja Kodžima Toradžirō (1881–1929) in francoskega umetnika Edmonda Aman-Jeana (1860–1935). Glavna stavba s pročeljem v slogu grškega templja, ki lepo leži na Kurašikigavi, obdani z vrbami, je bila odprta leta 1930. Leta 1961 je bila za glavno stavbo odprta še ena stavba za japonske slike iz prve polovice 20. stoletja in stavba posvečena keramiki 20. stoletja. Leta 1963 je bilo dodano krilo za lesoreze Munakata in za barvni tisk Serizava. Zadnji dve stavbi zdaj tvorita »Hišo umetnosti in obrti« (Kōgeikan). Nazadnje so leta 1972 zgradili »Spominsko dvorano Kodžima Toradžirō« na z bršljanom poraslem »Slonokoščenem trgu«, ki je osrednja točka nekdanjega tkalskega kompleksa Ōhara.
Premajhen »tempelj« so premeteno prezidali in razširili. Vrt, ki obdaja gospodarska poslopja, omogoča sproščujoč obisk.

## Zbirke
Poleg številnih umetnikov »École de Paris«, tudi tistih, ki zaradi manjšega obsega del niso tako znani, so tu predvsem El Greco z odličnim delom »Oznanjenje«, Ferdinand Hodler z »Drvarjem« (verzija), Edvard Munch s številnimi odtisi. Auguste Rodin in Antoine Bourdelle (vključno z Beethovnovim doprsnim kipom) sta predstavljena z znanimi skulpturami. Japonci so dobro zastopani tudi s slikami, lesorezi Munakate. Poleg Serizave so na področju umetnosti in obrti dobro zastopani lončarji Tomimoto, Leach, Hamada in Kavai, pri čemer je slednji še posebej dobro zastopan.

### Zahodni umetniki (izbor)
- El Greco
- Puvis de Chavannes
- Jean-François Millet
- Camille Pissarro
- Edgar Degas
- Claude Monet
- Pierre-Auguste Renoir
- Paul Gauguin
- Giovanni Segantini
- Henri de Toulouse-Lautrec
- Amedeo Modigliani
- Pablo Picasso
- Maurice Utrillo
- Giorgio de Chirico
- Georges Rouault
- Henri Matisse
- Pierre Bonnard
- Jackson Pollock
- Jasper Johns
- Auguste Rodin
- Antoine Bourdelle

### Japonski slikarji (izbor)
- Fudžišima Takedži (藤島武二; 1867–1943)
- Micutani Kuniširō (満谷国四郎; 1874–1936)
- Koide Narašige (小出楢重; 1887–1931)
- Jasui Sōtarō (安井曽太郎; 1888–1955)
- Umehara Rjūzaburō (梅原龍三郎; 1888–1986)
- Saeki Jūzō (佐伯祐三; 1898–1928)
- Munakata Šikō (棟方志功; 1903–1975)

### Umetnost in obrt
- Tomimoto Kenkiči (富本憲吉; 1886–1963)
- Bernard Leach (1887–1979)
- Kavai Kandžirō (河合寛次郎; 1890–1966)
- Hamada Šōdži (浜田庄司; 1894–1978)
- Serizava Keisuke (芹沢銈介; 1895–1984)